# Dropsie Avenue
(una delle prime frasi di Dropsie Avenue)
Dropsie Avenue è un romanzo grafico di Will Eisner del (1995). Ripercorre la storia di un quartiere di New York, meta fin dagli ultimi decenni dell'Ottocento dell'immigrazione dall'Europa, descrivendone la crescita, con l'incontro e la contrapposizione tra le diverse culture, con sullo sfondo i grandi eventi che coinvolsero la nazione americana, dalla grande depressione alla seconda guerra mondiale.

## Storia editoriale
Edizione originale in lingua inglese
- edizione Kitchen Sink Press, Northampton
  - Dropsie Avenue 1995, ISBN 9780878163489, p. 170
- edizione DC Comics, NY
  - nella serie Will Eisner Library, Dropsie Avenue 2000, ISBN 978-1563896897, p. 156
- edizione W. W. Norton & company London
  - Dropsie Avenue, 2006, ISBN 978-0393328110
  - ne The Contract with God Trilogy: life on Dropsie Avenue, 2006, ISBN 0393061051, p. 498

Edizione italiana
- edizione Punto zero, Bologna
  - Dropsie Avenue, 1999, ISBN 88-86945-18-3, p. 170
  - Dropsie Avenue, 1999, ISBN 88-86945-12-4, p. 170
- edizione Fandango Libri, Roma
  - Dropsie Avenue, 2010, ISBN 978-88-6044-155-3, p. 181
  - ne un Contratto con Dio, la trilogia, 2009, ISBN 978-88-6044-050-1, p. 497